# Équations fondamentales de la mécanique des milieux continus
Les équations fondamentales de la mécanique des milieux continus regroupent les énoncés mathématiques les plus couramment utilisés dans le cadre de la mécanique des milieux continus, principalement applicables à la déformation des solides et à la mécanique des fluides.

## Quelques quantités physiques intégrales du système
En général, on étudie les déformations et la dynamique de la Terre en termes d'un modèle de continuum caractérisé par une distribution interne de masse non spécifiée pour le moment, autrement dit par une densité massique {\displaystyle \rho }, dans un volume {\displaystyle B} délimité par une surface {\displaystyle \partial B}. Dans le problème qui nous occupe, cette frontière {\displaystyle \partial B} n'est pas donnée a priori, mais doit être déterminée en supposant qu'elle correspond à la forme d'équilibre du corps déformable. En outre, nous supposerons pour le moment qu'il existe un champ de vitesse {\displaystyle v_{i}} par rapport au système de référence choisi mais non encore spécifié, ainsi qu'une densité de moment cinétique interne {\displaystyle \ell _{i}}, une force volumique {\displaystyle f_{i}}, un champ de contraintes (ou champ de tensions) {\displaystyle T_{ij}}, un moment de force volumique {\displaystyle M_{i}} et moment de force surfacique {\displaystyle M_{ij}}. Toutes ces quantités peuvent être des fonctions explicites ou implicites du temps {\displaystyle t}. Sauf indication différente, nous utiliserons un système de référence cartésien dont l'origine (0, 0, 0) se trouve au point O. Nous dénoterons les coordonnées spatiales par {\displaystyle x_{i}} et les dérivées spatiales successives {\displaystyle {\tfrac {\partial }{\partial x_{i}}}},  {\displaystyle {\tfrac {\partial ^{2}}{\partial x_{i}\partial x_{j}}}}... par {\displaystyle \partial _{i}}, {\displaystyle \partial _{i}\partial _{j}}... (avec {\displaystyle i,j=1,2,3}). En règle générale, nous adoptons ici la notation indicielle pour les vecteurs et les tenseurs, ainsi que la règle de sommation d'Einstein sur les indices muets répétés.
La masse totale du modèle est 
où {\displaystyle \mathrm {d} \tau =\mathrm {d} x_{1}\mathrm {d} x_{2}\mathrm {d} x_{3}} est un élément de volume.
L'impulsion totale est 
et le moment cinétique total est 
où {\displaystyle \varepsilon _{ijk}} est le symbole de Levi-Civita.
La résultante des forces appliquée au volume {\displaystyle B} du corps est 
où {\displaystyle \mathrm {d} \sigma } est un élément de la surface {\displaystyle \partial B} et {\displaystyle (n_{1},n_{2},n_{3})} dénote un vecteur unitaire normal à la surface {\displaystyle \partial B} et pointant hors du volume {\displaystyle B}. De la même, manière, le moment de force résultant appliqué au corps {\displaystyle B} est 
Ces formules sont valables en toute circonstance. Si nous admettons en outre que la surface-frontière {\displaystyle \partial B} de {\displaystyle B} est régulière et que les champs des tensions et des moments de force surfaciques sont différentiables dans {\displaystyle B}, on peut appliquer le théorème de flux-divergence et écrire : 

## Lois de conservation
Les équations régissant un milieu continu peuvent être déduites, soit en utilisant un « principe de correspondance » pour adapter les lois de la mécanique des points discrets de Newton aux points matériels de la mécanique des milieux continus, soit en exprimant de façon directe le fait que certains attributs physiques, tels que la masse, l'impulsion, le moment cinétique, l'énergie cinétique, l'énergie interne, l'énergie totale, etc., contenus dans un volume arbitraire {\displaystyle b(t)} se déformant au cours du temps {\displaystyle t}, ne peuvent pas changer de manière arbitraire, mais que leurs changements précis sont régis par des lois de conservation. Ces dernières peuvent s'obtenir en exprimant le taux de changement dans le temps dans un volume arbitraire de matière au moyen du théorème de transport de Reynolds.
Soit {\displaystyle b(t)} une partie quelconque se déformant au cours du temps du volume matériel {\displaystyle B(t)}. On suppose que sa frontière {\displaystyle \partial b(t)} est régulière, et on oriente la normale unitaire {\displaystyle n(t)} en un point quelconque de {\displaystyle \partial b(t)} vers l'extérieur. Pour une quantité physique arbitraire {\displaystyle q} associée à un point matériel appartenant au volume {\displaystyle b(t)} ou à sa frontière {\displaystyle \partial b(t)}, on a alors 
Les notations utilisées ici sont les suivantes : {\displaystyle Q=\textstyle \int _{b}q\,\mathrm {d} \tau } est une quantité physique arbitraire, et {\displaystyle q} la densité volumique du champ correspondant ; les opérateurs {\displaystyle \mathrm {D} _{t}} et {\displaystyle \partial _{t}} sont les dérivations totales (matérielles) {\displaystyle {\tfrac {\mathrm {d} }{\mathrm {d} t}}} et partielles (locales) {\displaystyle {\tfrac {\partial }{\partial t}}} par rapport au temps, respectivement ; {\displaystyle \partial b} est la surface régulière fermée qui limite le volume {\displaystyle b}, de normale extérieure unitaire {\displaystyle n_{i}(i=1,2,3)}. En utilisant à nouveau le théorème de flux-divergence, il vient 
Si {\displaystyle \kappa } est le taux local de production ou de destruction de la quantité {\displaystyle Q}, c'est-à-dire {\displaystyle \mathrm {D} _{t}Q=\textstyle \int _{b}\kappa \,\mathrm {d} \tau }, alors la formule précédente devient 
ou, puisque le volume {\displaystyle b(t)} est arbitraire et peut donc être pris arbitrairement petit : 
Ceci est la forme eulérienne générale d'une loi de conservation en physique des milieux continus. La forme lagrangienne équivalente, valable pour chaque point matériel individuel, est {\displaystyle \mathrm {D} _{t}q=q\partial _{j}v_{j}=\kappa }.
On déduit cette forme lagrangienne aisément de la forme eulérienne à l'aide de l'identité (voir l'article Concepts de base en théorie des milieux continus) {\displaystyle \mathrm {D} _{t}q=\partial _{t}q+v_{j}\partial _{j}q}.

### Conservation de la masse, ou équation de continuité
Sous forme intégrale, la conservation de la masse s'exprime par
Cette formule fournit l'équation de continuité, exprimant la conservation de la masse sous forme différentielle, en faisant tendre le volume arbitraire {\displaystyle b(t)} tendre vers un point : {\displaystyle \mathrm {D} _{t}\rho +\rho \partial _{k}v_{k}=0}.
La forme eulérienne de cette dernière équation est {\displaystyle \partial _{t}\rho +\partial _{k}(\rho v_{k})=0}.
On remarque qu'il s'agit bien ici d'une forme particulière de la loi de conservation générale {\displaystyle \partial _{t}q+\partial _{j}(qv_{j})=\kappa }, où {\displaystyle q=\rho } et {\displaystyle \kappa =0}. Le fait que {\displaystyle \kappa =0} indique bien qu'il n'y a ni production ni destruction de masse, laquelle est donc conservée.

### Conservation de l'impulsion, ou équation de mouvement
De manière similaire, à peine plus compliquée, on peut établir l'équation de conservation de l'impulsion régissant le mouvement d'un point matériel, en posant {\displaystyle q=\rho v_{i}} et en admettant explicitement que la masse se conserve aussi. On obtient
En effet, l'équation fondamentale de la dynamique exprime le fait que le taux de variation de l'impulsion {\displaystyle \mathrm {D} _{t}P_{i}} est équilibré par la résultante des forces {\displaystyle F_{i}} agissant sur le volume. On a donc 
Si nous transformons le membre de gauche au moyen du théorème de Reynolds, nous obtenons 
Dès lors, en faisant tendre le volume arbitraire {\displaystyle b} vers zéro, on obtient la forme eulérienne générale de l'équation de mouvement, à savoir {\displaystyle \partial _{t}(\rho v_{i})+\partial _{k}(\rho v_{i}v_{k})=f_{i}+\partial _{k}T_{ik}}.
Il convient de noter que dans cette équation, on ne présuppose aucunément qu'il y ait conservation de masse, mais seulement que le tenseur des contraintes {\displaystyle T_{ik}} est différentiable. En développant le membre de gauche, on obtient 
Le terme entre crochets dans le membre de gauche représente l'accélération {\displaystyle \mathrm {D} _{t}v_{i}}. Le terme entre accolades dans ce même membre de gauche représente simplement l'équation de conservation de la masse sous forme eulérienne. Ainsi donc, si nous supposons que la masse reste conservée — ce qui est pratiquement toujours le cas en géophysique interne — l'équation de conservation de la quantité de mouvement s'écrit {\displaystyle \rho \mathrm {D} _{t}v_{i}=f_{i}+\partial _{k}T_{ik}}.

### Conservation du moment cinétique, ou équation de rotation
L'équation exprimant la conservation du moment cinétique, qui est primordiale dans les études traitant de la rotation d'un corps déformable comme la Terre, peut être obtenue de manière semblable à celle exprimant la conservation de l'impulsion. En supposant qu'il y ait conservation de la masse et conservation de la quantité de mouvement, on obtient 
En effet, le taux de variation du moment cinétique {\displaystyle \mathrm {D} _{t}L_{i}} dans un volume arbitraire {\displaystyle b} est équilibré par le moment de force résultant {\displaystyle M_{i}} agissant sur ce volume. Nous avons donc 
Comme précédemment, on transforme le membre de gauche en appliquant le théorème de Reynolds pour obtenir 
En faisant tendre le volume arbitraire {\displaystyle b} vers zéro, on obtient l'équation exprimant localement la conservation du moment cinétique, à savoir
Cette équation peut être réarrangée comme suit :
Dans le membre de gauche, les termes entre chevrons représentent la quantité {\displaystyle \mathrm {D} _{t}\ell _{i}}, les termes entre crochets s'annulent si la masse est conservée, et les termes entre accolades s'annulent si à la fois la masse et l'impulsion sont conservées. Dans le membre à droite du signe =, le terme {\displaystyle \rho \varepsilon _{ijk}v_{j}v_{k}} est identiquement nul, puisque {\displaystyle v_{j}v_{k}} est un tenseur symétrique. Admettant que masse et impulsion soient conservées, on obtient donc {\displaystyle \mathrm {D} _{t}\ell _{i}=m_{i}+\partial _{k}M_{ik}+\varepsilon _{ijk}T_{jk}}.

### Symétrie du tenseur des contraintes
Si, en outre, nous supposons que le moment cinétique intrinsèque {\displaystyle \ell _{i}} d'un point matériel quelconque ne change pas au cours du mouvement de déformation, autrement dit si {\displaystyle \mathrm {D} _{t}\ell _{i}=m_{i}+\partial _{k}M_{ik}}, alors le tenseur des contraintes {\displaystyle T_{jk}} est symétrique : {\displaystyle \varepsilon _{ijk}T_{jk}=0\equiv T_{jk}=T_{kj}}.

### Conservation de l'énergie
L'équation exprimant la conservation de l'énergie peut s'obtenir par la même méthode que celle employée pour la masse, la quantité de mouvement et la quantité de rotation. On trouve :
Le symbole {\displaystyle U} désigne ici l'énergie interne par unité de volume, {\displaystyle H_{i}} est le vecteur densité de flux de chaleur, et {\displaystyle \Gamma } est le taux de production ou de destruction intrinsèque d'énergie par unité de volume, par réactions chimiques, par radioactivité, ou par tout autre processus interne. Le symbole {\displaystyle v^{2}} représente bien sûr le carré {\displaystyle v_{k}v_{k}} de la vitesse, c'est-à-dire deux fois l'énergie cinétique par unité de masse.

### Tableau récapitulatif des principales lois de conservation
Le tableau ci-dessous résume les principales lois de conservation générales, sous forme eulérienne, utiles pour résoudre les problèmes posés par la mécanique des milieux continus, en particulier lorsqu'il s'agit d'étudier les déformations globales de la Terre à la suite d'un séisme, à la suite d'une variation de la longueur du jour, à la suite deà l'application d'un potentiel de marée ou à la suite de l'application d'une distribution de masse sur la surface externe. Les notations employées dans le tableau sont celles de ce texte. Rappelons que l'intégrale {\displaystyle \textstyle Q=\int _{B}\phi \,\mathrm {d} \tau } est la quantité physique qui se conserve ; elle représente, selon les cas, la masse totale du corps {\displaystyle B}, sa quantité de mouvement totale {\displaystyle P_{i}}, son moment cinétique total {\displaystyle L_{i}}, ou son énergie totale {\displaystyle E}. La forme eulérienne générale d'une loi de conservation est {\displaystyle \partial _{t}\phi +\partial _{j}k_{j}=q}.
| {\displaystyle Q}     | {\displaystyle \phi }                      | {\displaystyle k_{j}}                                                          | {\displaystyle q}                              |
| --------------------- | ------------------------------------------ | ------------------------------------------------------------------------------ | ---------------------------------------------- |
| {\displaystyle M}     | {\displaystyle \rho }                      | {\displaystyle \rho v_{j}}                                                     | 0                                              |
| {\displaystyle P_{i}} | {\displaystyle \rho v_{i}}                 | {\displaystyle \rho v_{i}v_{j}-T_{ij}}                                         | {\displaystyle f_{i}}                          |
| {\displaystyle L_{i}} | {\displaystyle \ell _{i}}                  | {\displaystyle \ell _{i}v_{j}-M_{ij}}                                          | {\displaystyle m_{i}+\varepsilon _{ijk}T_{kj}} |
| {\displaystyle E}     | {\displaystyle {\frac {1}{2}}\rho v^{2}+U} | {\displaystyle \left({\frac {1}{2}}\rho v^{2}+U\right)v_{j}-v_{k}T_{kj}+H_{j}} | {\displaystyle v_{k}f_{k}+\Gamma }             |

## Hypothèses et lois pour décrire les déformations de la Terre
Dans les problèmes de géodynamique théorique, on considère en général que la résultante des forces externes par unité de volume {\displaystyle f_{i}} se compose d'une force gravifique volumique {\displaystyle f_{i}^{\text{g}}} causée par l'autogravitation et par l'attraction gravifique de corps extérieurs, d'une force électromagnétique volumique {\displaystyle f_{i}^{\text{em}}}, de forces volumiques inertielles (Coriolis et axifuge) {\displaystyle f_{i}^{\text{in}}}, de forces de marée {\displaystyle f_{i}^{\text{m}}}, et de forces volumiques causées par des charges extérieures {\displaystyle f_{i}^{\text{ch}}}. D'autre part, les forces surfaciques {\displaystyle T_{i}(x,t,n)} dépendant de l'orientation {\displaystyle n} qui contribuent en général au tenseur des contraintes {\displaystyle T_{ij}(x,t)} via les relations de Cauchy {\displaystyle T_{i}(x,t,n)=T_{ij}(x,t)n_{j}(x,t,n)} sont les forces élastiques qui engendrent un tenseur des contraintes élastiques {\displaystyle T_{ij}^{\text{el}}}, les forces superficielles électromagnétiques qui engendrent un tenseur de Maxwell {\displaystyle T_{ij}^{\text{em}}}, des forces visqueuses qui engendrent un tenseur de Reynolds un tenseur des contraintes élastiques {\displaystyle T_{ij}^{\text{v}}}, des forces de frottement de contact non visqueux qui engendrent un tenseur des forces de friction un tenseur des contraintes élastiques {\displaystyle T_{ij}^{\text{f}}}, et de toute autre force surfacique engendrant un tenseur des contraintes un tenseur des contraintes élastiques {\displaystyle T_{ij}^{\text{s}}}.
La force de gravité par unité de masse {\displaystyle g}, plus simplement appelée accélération gravifique ou gravité, dérive d'un potentiel gravifique {\displaystyle \phi ^{g}} que nous assimilerons ici à l'énergie potentielle gravifique :
Le potentiel {\displaystyle \phi ^{g}} est déterminé par l'équation de Poisson
où {\displaystyle G} est la constante de gravitation. Il convient de noter que les propriétés du potentiel gravifique impliquent que {\displaystyle \phi ^{g}} et {\displaystyle g} sont des fonctions continues partout dans l'espace, et en particulier sur les frontières entre deux milieux continus différents.
En ce qui concerne le champ de force produit par des interactions électromagnétiques, on admet d'habitude que les points matériels ne transportent pas de charge électrique, c'est-à-dire qu'ils sont électriquement neutres. De la sorte, on suppose qu'aucune force de Lorentz ne s'applique directement à un point massique {\displaystyle \xi } se mouvant dans le champ magnétique de la Terre. Cependant, le matériau terrestre conduit l'électricité à des degrés divers, autrement dit possède une conductivité électrique {\displaystyle \sigma _{e}} finie non nulle. Dès lors, lorsque ce matériau se déplace à une vitesse {\displaystyle v} non nulle, il interagit avec le champ géomagnétique interne et engendre une densité de courant électrique induit {\displaystyle J} qui modifie le champ magnétique initial en donnant naissance à un champ d'induction magnétique variable {\displaystyle B(\xi ,t)} tandis que le flux variable de ce courant produit un champ d'induction électrique {\displaystyle E(\xi ,t)}. Le résultat de toutes ces interactions du matériau terrestre en mouvement avec le champ géomagnétique {\displaystyle B} est la naissance d'un champ de force électromagnétique induit {\displaystyle f^{\text{em}}=c^{-1}J.B}, avec {\displaystyle J=\sigma _{e}(E+c^{-1}v.B)}, lequel modifie à son tour le mouvement. On a utilisé ici des unités électrostatiques de Gauss, {\displaystyle c} étant la vitesse de la lumière dans le vide. Il convient de remarquer que dans un diélectrique parfait {\displaystyle (\sigma _{e}=0)}, la force électromagnétique serait nulle {\displaystyle (f^{\text{em}}=0)}. Sur une interface électromagnétique de normale extérieure {\displaystyle n}, les quantités {\displaystyle n.E,n.H} et {\displaystyle n.B} sont continues. Lorsqu'on étudie les déformations élastiques de la Terre, notamment la propagation des ondes sismiques, les oscillations libres, les déformations de marée, etc., on néglige le plus souvent de considérer de tels phénomènes magnétohydrodynamiques ou magnétoélastiques, en admettant simplement que les forces de rappel élastiques sont beaucoup plus importantes que les forces électromagnétiques. Il faut cependant garder à l'esprit que ces forces existent et sont essentielles lorsqu'on considère la génération du champ géomagnétique interne dans le noyau externe de la Terre par effet de dynamo autoexcitée. Elles peuvent éventuellement devenir importantes lorsqu'on étudie les déformations et oscillations du noyau, mais sont négligeables en pratique lorsqu'on considère des déformations globales de la Terre de faible amplitude.
Les forces d'inertie peuvent se formuler ainsi :
où {\displaystyle \Omega } est le vecteur rotation instantanée, {\displaystyle r} le vecteur position \mathrm du point matériel {\displaystyle \xi }, et {\displaystyle v} la vitesse instantanée de ce point. Le premier terme représente la force axifuge et le second terme représente la force de Coriolis par unité de volume.
Les déformations dues aux marées sont produites par des forces {\displaystyle f^{\text{m}}=-\rho \nabla W^{\text{m}}} dérivant aussi d'un potentiel, le potentiel de marée {\displaystyle W^{\text{m}}}. Dans le cas des marées terrestres, compte tenu de la sensibilité des appareils de détection actuellement sur le marché, il est nécessaire de considérer les termes quadrupolaires {\displaystyle (n=2)} et termes octupolaires {\displaystyle (n=3)} pour la Lune et le Soleil dans le développement général du potentiel de marée en multipôles :
Ici, {\displaystyle G} dénote la constante de gravitation {\displaystyle (G=6{,}673\times 10^{-11}{\rm {\;m^{3}\cdot s^{-2}\cdot kg^{-1})}}}, {\displaystyle M_{A}} est la masse de l'astre générateur de la marée, {\displaystyle d_{A}} est la distance du centre de masse de la Terre au centre de masse de {\displaystyle A}, {\displaystyle z_{A}} est la distance zénithale de {\displaystyle A} et {\displaystyle r} est la distance du centre de masse de la Terre au point où l'on mesure la marée. Le symbole {\displaystyle P_{n}} désigne, comme d'habitude, le polynôme de Legendre de degré {\displaystyle n}. La première sommation dans l'expression ci-dessus s'étend en théorie sur tous les astres {\displaystyle A} pouvant engendrer un effet de marée sur la Terre ; en pratique, elle se limite à la Lune, au Soleil et, dans des calculs très précis, à Vénus et Jupiter.

## Loi de Hooke
Dans de nombreuses applications géophysiques, particulièrement en sismologie, la Terre est traitée comme un matériau linéairement élastique et isotrope, ce qui signifie que le tenseur lagrangien des tensions élastiques est exprimé par la loi de Hooke. Dans un référentiel cartésien, on a donc
où {\displaystyle \mathbf {u} } est le champ des déplacements et où les constantes de matériau {\displaystyle \kappa } et {\displaystyle \mu } sont les modules de compression et de cisaillement, respectivement. Dans les problèmes qui concernent des durées s'échelonnant en gros entre une fraction de seconde et quelques heures, c'est-à-dire des laps de temps typiques des périodes des ondes sismiques, des oscillations libres et des marées habituelles, le module de compression à considérer est le module de compression adiabatique, évalué pour des conditions isentropiques. Pour le module de cisaillement, Léon Brillouin a montré en 1940 qu'il n'y avait pas lieu de distinguer entre un cisaillement effectué sous des conditions isentropiques ou des conditions isothermes. D'autre part, on peut tenir compte d'une faible anélasticité en faisant dépendre les coefficients {\displaystyle \kappa } et {\displaystyle \mu } de la fréquence ; c'est l'approche adoptée notamment par Kanamori et Anderson et par Dziewonski et Anderson.

## Conditions aux frontières
Afin de pouvoir étudier théoriquement les déformations globales de la Terre (ou d'une planète tellurique), il est nécessaire d'adjoindre aux équations différentielles qui décrivent le mouvement de déformation les conditions qui s'appliquent au centre et sur la surface externe de la Terre, ainsi que des conditions adéquates qui s'appliquent aux diverses frontières internes entre des milieux continus différents. Ainsi, à côté de la continuité du potentiel gravifique et de la force de gravité, il faut tenir compte de deux types généraux de conditions à appliquer lorsqu'on rencontre une interface simple : des conditions cinématiques et des conditions dynamiques.

### Conditions cinématiques
Les conditions cinématiques s'obtiennent aisément en exprimant mathématiquement le fait que les points matériels appartenant à une surface-frontière {\displaystyle F[x(\xi ,t),t]={\text{cste}}} à un instant donné doivent encore appartenir à la même surface à un autre instant, c'est-à-dire {\displaystyle \sigma F^{\text{milieu 1}}=\sigma F^{\text{milieu 2}}} ou encore, sous forme eulérienne :
Comme nous nous limitons à des surfaces régulières, la fonction {\displaystyle F} admet des dérivées partielles continues par rapport au temps et par rapport aux coordonnées spatiales. Il s'ensuit que la composante normale du champ de déplacement relative à l'interface doit être continue, autrement dit 
Ces conditions n'excluent pas la possibilité de glissement d'un milieu par rapport à l'autre, et on appellera une frontière sur laquelle un tel glissement est possible une « interface glissante » (en anglais : slip boundary). Par contre, si nous voulons exclure la possibilité de glissement, nous devons imposer la continuité à travers la frontière à la fois des composantes normale et tangentielle du déplacement : {\displaystyle u^{\text{milieu 1}}=u^{\text{milieu 2}}}.
Une frontière de ce type est appelée « interface soudée » ou « interface non-glissante » (en anglais : slip-free boundary).

### Conditions dynamiques
Pour établir les conditions dynamiques, on considère un petit parallélépipède droit (une « boîte d'allumettes ») de hauteur {\displaystyle h}. On suppose cette « boîte » partitionnée par une surface-frontière en deux volumes {\displaystyle V_{1}} et {\displaystyle V_{2}} remplis de matériau du milieu continu 1 et de matériau du milieu continu 2, respectivement. La « boîte » est limitée au-dessus par une surface {\displaystyle S_{1}} de normale unitaire extérieure {\displaystyle n_{1}}, en dessous par une surface {\displaystyle S_{2}} de normale unitaire extérieure {\displaystyle n_{2}}, et sur les côtés par une surface {\displaystyle S_{3}} de normale unitaire extérieure {\displaystyle n_{3}}. On applique à ce volume matériel {\displaystyle V=V_{1}+V_{2}} limité par la surface fermée {\displaystyle S=S_{1}+S_{2}+S_{3}} l'équation de conservation de l'impulsion sous forme intégrale, soit 
En supposant que les forces volumiques sont continues à travers la frontière, et en laissant tendre {\displaystyle h} vers zéro, nous obtenons les conditions d'interface dynamiques {\displaystyle T_{ik}^{\text{milieu 1}}n_{k}=T_{ik}^{\text{milieu 2}}n_{k}}, en prenant bonne note du fait que pour {\displaystyle h=0}, nous avons {\displaystyle V=0}, {\displaystyle S_{3}=0},  et {\displaystyle n_{1}=-n_{2}}. Ainsi, les composantes normales du tenseur des contraintes dans leur ensemble doivent rester continues au travers l'interface.